# Arlesheimer See
Der Arlesheimer See im Naturraum Freiburger Bucht ist ein Gewässer westlich von Freiburg im Breisgau auf der Gemarkung des Stadtteils Tiengen. Der See besitzt offene Wasserflächen von ca. 8 ha und Verlandungsbereiche, in denen Schwimm- und Tauchpflanzen, Röhricht und Großseggen-Ried vorkommen. Stellenweise ist das Gewässer auch von einem Sumpfwald umgeben. Der Staatswald im Bereich des Arlesheimer Sees ist verwaltungstechnisch dem Revier St. Georgen angegliedert.
Der See ist nach der Schweizer Gemeinde und dem ehemaligen fürstbischöflichen Sitz Arlesheim bei Basel benannt und erinnert an historische Beziehungen zwischen Tiengen und dem in Arlesheim residierenden katholischen Basler Domkapitel, das von der Reformation bis 1806 das Patronat über die protestantische Tienger Dorfkirche innehatte.

## Geschichte
Der See entstand im Zeitraum vom 1. März 1960 bis 1. Dezember 1960 als Baggersee im Zuge des Kiesabbaus für den Bau der A 5 von Karlsruhe nach Basel. Er wurde dann 1964 und 1966 erweitert, dabei entstanden die Buchten und auch die beiden Inseln. Er ist der einzige der 40 neuen Baggerseen, die im Zuge des Autobahnbaues der A5 entstanden, der zum Naturschutzgebiet wurde. Das gesamte Gebiet ist seit 1967 eingezäunt. Eine Besonderheit bei der Entstehung dieses Sees war, dass der Mutterboden nach dem Ausbaggern nicht wie üblich in den See geschoben wurde und er so anfänglich sehr nährstoffarm war. Diese Situation hat sich durch die vielen Wasservögel, die den See besiedelt haben, und einen dem Mooswald entspringenden Bach und dessen Laubeintrag geändert.

## Schutzgebiete

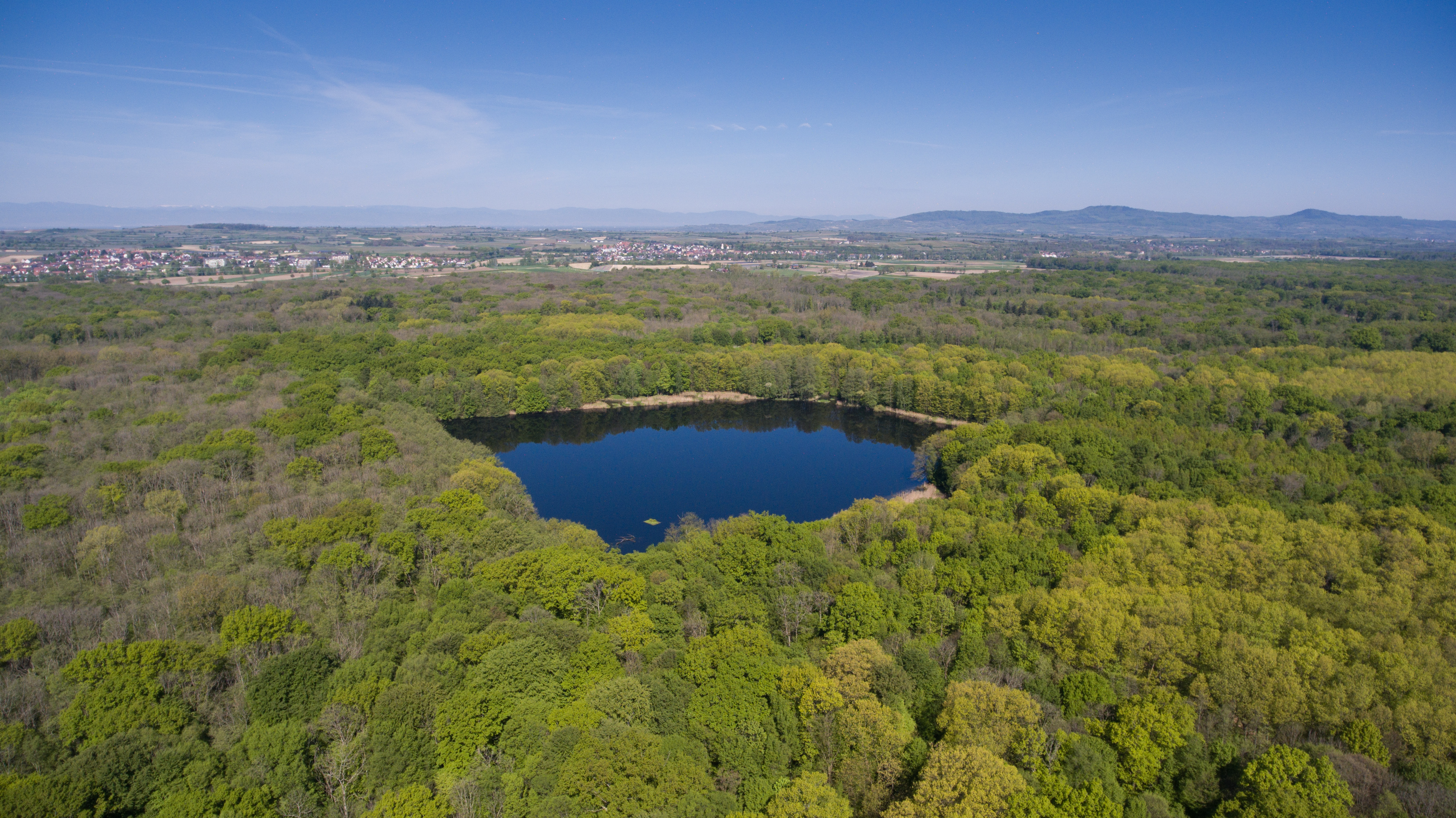
Luftbild Arlesheimer See

Am 8. August 1966 wurde der im Mooswald liegende See auf Betreiben des früheren Deutschen Bund für Vogelschutz, Gruppe Freiburg, unter dem Namen Arlesheimersee als Naturschutzgebiet mit einer Größe von 22,8 Hektar ausgewiesen und wird beim Regierungspräsidium Freiburg unter der Schutzgebietsnummer 3.070 geführt. Er ist in die IUCN-Kategorie IV, ein Biotop- und Artenschutzgebiet, eingeordnet. Die WPDA-ID ist 81315 und entspricht dem europäischen CDDA-Code und der EUNIS-Nr.
Der Arlesheimer See ist außerdem Teil des 5086,7 Hektar großen FFH-Gebiets Mooswälder bei Freiburg. Durch die hohe Anzahl dort nachgewiesener Vögel ist der Arlesheimer See als Europäisches Vogelschutzgebiet anerkannt und damit Teil des 3617,4 Hektar großen SPA-Gebiets Mooswälder bei Freiburg. Das Schutzgebiet wird vom Naturschutzbund Deutschland (NABU), NABU-Gruppe Freiburg e. V. betreut.
Ein Problem für den Naturschutz stellt die geplante Ausbau- und Neubaustrecke Karlsruhe–Basel entlang der Autobahn A5 dar, da hier der Abstand zwischen der Autobahn und dem Naturschutzgebiet nur ca. 100 m betragen soll.

## Vorkommende Arten
Die Auswahl gerade dieses Sees als Naturschutzgebiet geht auf die  Initiative des damaligen Freiburger Oberforstrats und Vogelkundlers Hans Kleiber zurück.  Seitdem hat er sich zu einem wichtigen Rast- und Nahrungsplatz für Vögel entwickelt. Es wurden insgesamt mehr als  160 Vogelarten nachgewiesen. Von diesen brüten 48 Arten im Bereich des Sees. Zudem wurden 31 Libellenarten und zwei Fledermausarten gezählt.

### Amphibien
- Erdkröte
- Grasfrosch
- Kreuzkröte
- Seefrosch

### Säugetiere
- Wasserfledermaus (Myotis daubentonii)
- Bechsteinfledermaus (Myotis bechsteinii)
- Rauhautfledermaus (Pipistrellus nathusii)

### Vögel
- Baumpieper
- Beutelmeise
- Eisvogel
- Gartenrotschwanz
- Grünspecht
- Kleinspecht
- Mittelspecht
- Neuntöter
- Teichralle
- Waldschnepfe
- Wasserralle
- Kormorane
- Große Rohrdommel[1]
- Trauerschnäpper[7]

### Pflanzen
- Das Engmündige Krausblattmoos Ulota coarctata konnte hier im April 2002 nachgewiesen werden, nachdem der letzte Bestand in Baden-Württemberg 1927 gefunden worden war.[8]